# Sphaericus ventriculus
Sphaericus ventriculus là một loài bọ cánh cứng trong họ Ptinidae. Loài này được Erber & Hinterseher miêu tả khoa học năm 2002.